# Barleria vinciifolia
Barleria vinciifolia är en akantusväxtart som beskrevs av John Gilbert Baker. Barleria vinciifolia ingår i släktet Barleria och familjen akantusväxter. Inga underarter finns listade i Catalogue of Life.